# Valdís Óskarsdóttir
Valdís Björk Óskarsdóttir (født 6. maj 1949) er en islandsk filmklipper, der bl.a har arbejdet på amerikanske produktioner som Evigt solskin i et pletfrit sind og Finding Forrester, samt danske film som Festen og Mifunes sidste sang. Hun vandt i 2005 en BAFTA Award for bedste klipning for Evigt solskin i et pletfrit sind. For både Festen og Mifunes sidste sang vandt hun i 1998 og 1999 en Robert for årets klipning.

## Filmografi i udvalg
- Vantage Point (2008)
- En mand kommer hjem (2007)
- Mongol (2007)
- Evigt solskin i et pletfrit sind (2004)
- Skagerrak (2003)
- Hafið (Havet, 2002)
- Finding Forrester (2000)
- Mifunes sidste sang (1999)
- Festen (1998)
- Les Misérables (1998)

## Ekstern henvisning
- Valdís Óskarsdóttir på Internet Movie Database (engelsk)
- Valdís Óskarsdóttir på Filmdatabasen
- Valdís Óskarsdóttir på danskefilm.dk
- Valdís Óskarsdóttir på danskfilmogtv.dk
- Valdís Óskarsdóttir på Scope
- Valdís Óskarsdóttir på Svensk Filmdatabas (svensk)
- Valdís Óskarsdóttir på AlloCiné (fransk)
- Valdís Óskarsdóttir på AllMovie (engelsk)
- Valdís Óskarsdóttir på The Movie Database (engelsk)